# Alfredo Medori
Alfredo Medori (* 17. August 1923 in Rom; † 3. August 1984 in Mailand) war ein italienischer Filmregisseur und Drehbuchautor.

## Leben
Hauptaufgabengebiet von Medori war das Schreiben von Dialogen sowie die Synchronisation, die er für zahlreiche Filme und Fernsehserien verfasste. So war er u. a. auch für die italienischsprachige Version der Sissi-Filme und der ersten Derrick-Staffeln verantwortlich.
Medori drehte 1958 einen englischsprachigen Film, Rhythm of India und war vier Jahre später für die italienische Version der deutschen Koproduktion Der Teufel von Kapstadt zuständig, die auch als 3D-Version gezeigt wurde. Bis 1971 war er regelmäßig als Drehbuch- und Dialogautor für Genrefilme tätig. 1965 bzw. drei Jahre später inszenierte er mit Wolfgang Schleif einen Agentenfilm und einen Italowestern, wobei er auch das Pseudonym Fred Reingoold benutzte. 1974 bildete die Regie der deutschen Fernsehserie Dr. med. Mark Wedmann den Abschluss seiner Laufbahn als Regisseur bei Film und Fernsehen.

## Filmografie (Auswahl)
- 1962: Der Teufel von Kapstadt (Sfida nella città dell'oro) (Regie der italienischen Version)
- 1965: Im Nest der gelben Viper – Das FBI schlägt zu (F.B.I. operazione Vipera Gialla) (Regie der italienischen Version, Drehbuch)
- 1969: Die Rechnung zahlt der Bounty-Killer (La morte sull'alta collina) (Regie)[3]